# Чугунин, Михаил Васильевич
Михаи́л Васи́льевич Чугу́нин (1917—1989) — советский офицер, танкист, участник Великой Отечественной войны, Герой Советского Союза (1944).

## Биография

### Ранние годы
Родился 9 (22) мая 1917 года в деревне Сластники ныне Краснобаковского района Нижегородской области в семье крестьянина. Русский. С малых лет помогал отцу — пас лошадей, обрабатывал под посев землю, вывозил на поля удобрение. В 1929 году окончил 4 класса школы ФЗУ (ныне Желтовская начальная школа), затем поступил в Краснобаковское профтехучилище. Получив специальность слесаря, два года (с 1932 по 1934 год) работал слесарем в артели «Металлист», затем до 1938 года — механиком Краснобаковской инкубаторной станции.
Призван в РККА в 1938 году.

### В годы Великой Отечественной войны
На фронтах Великой Отечественной войны с июня 1941 года. В составе стрелкового полка принимал участие в битве под Москвой, был ранен. После излечения в госпитале, направлен в Саратовское танковое училище, которое окончил в ноябре 1942 года в звании младшего лейтенанта. Член ВКП(б)/КПСС с 1943 года.
Командир танка 1-го танкового батальона 45-й гвардейской танковой бригады 11-го гвардейского танкового корпуса 1-й гвардейской танковой армии 1-го Украинского фронта гвардии младший лейтенант М. В. Чугунин отличился в наступательных боях с 22 по 30 марта 1944 года.
23 марта 1944 года со своим экипажем в числе первых ворвался на железнодорожную станцию Гусятин (Тернопольская область Украины), перерезал шоссейную дорогу и уничтожил один танк, 20 автомашин и свыше сотни солдат и офицеров противника. Кроме также, ему удалось захватить 5 автомашин и один паровоз с эшелоном (53 вагона).
27 марта 1944 года в составе группы из трёх танков (командиры — гвардии младший лейтенант Ф. П. Кривенко и) переправился через Днестр у села Устечко (Тернопольская область), совершил 70-километровый марш в район села Глиницы (Черновицкая область). Захватив переправу через реку Прут, группа разделилась и 28 марта атаковала противника с трёх направлений. Обойдя Глиницы справа, танк гвардии младшего лейтенанта Чугунина вышел на огневые позиции батареи противника. Раздавив орудия, Чугунин прорвался с тыла к танкам противника. Своими действиями группа отрезала путь отступления вермахту из Черновцов и удержала позиции до подхода главных сил. В результате боя город и станция Черновицы были к исходу дня полностью очищены от противника.
В этом бою экипаж танка гвардии младшего лейтенанта Чугунина уничтожил 2 танка (одна «Пантера» и один PzKpfw III), 3 орудия, 30 автомашин с пехотой и грузами, а также захвачено 17 автомашин и взято в плен 5 солдат и офицеров.
Указом Президиума Верховного Совета СССР от 26 апреля 1944 года «за мужество, отвагу и героизм, проявленные в борьбе с немецко-фашистскими захватчиками» гвардии младшему лейтенанту Чугунину Михаилу Васильевичу присвоено звание Героя Советского Союза с вручением ордена Ленина и медали «Золотая Звезда» (№ 2399). Также звания Героя Советского Союза были удостоены командир танковой роты гвардии старший лейтенант Г. П. Корюкин и командир танка гвардии младший лейтенант Ф. П. Кривенко.
В 1944 году с июня по декабрь Чугунин — слушатель Ленинградской высшей офицерской школы бронетанковых и механизированных войск. Затем вновь направлен на фронт.
Адъютант 3-го танкового батальона 65-й танковой бригады 11-го гвардейского танкового корпуса гвардии лейтенант М. В. Чугунин за ответственную работу в штабе бригады был награждён орденом Отечественной войны I степени (8 марта 1945) и орденом Отечественной войны II степени (29 июня 1945).
Войну закончил в Берлине.

## Послевоенные годы
С 1947 года старший лейтенант Чугунин в запасе. Работал заместителем председателя Краснобаковского райисполкома. После окончания Горьковской высшей партийной школы стал директором отделения «Заготлён». Затем работал директором хлебокомбинатов в Красных Баках и на Бору.
Последние годы жил в Нижнем Новгороде. Умер 5 сентября 1989 года. Похоронен в Нижнем Новгороде на Ново-Сормовском кладбище.

## Награды и звания
- Герой Советского Союза (26 апреля 1944);
- орден Ленина (26 апреля 1944);
- орден Отечественной войны I степени (8 марта 1945);
- орден Отечественной войны II степени (29 июня 1945);
- медали;
- почётный гражданин города Сторожинец (Черновицкая область Украины)[3].

## Память
В посёлке Ветлужский на доме, в котором жил М. В. Чугунин (улица Ленина, дом 18), установлена мемориальная доска.